# Сладость и сухость напитка

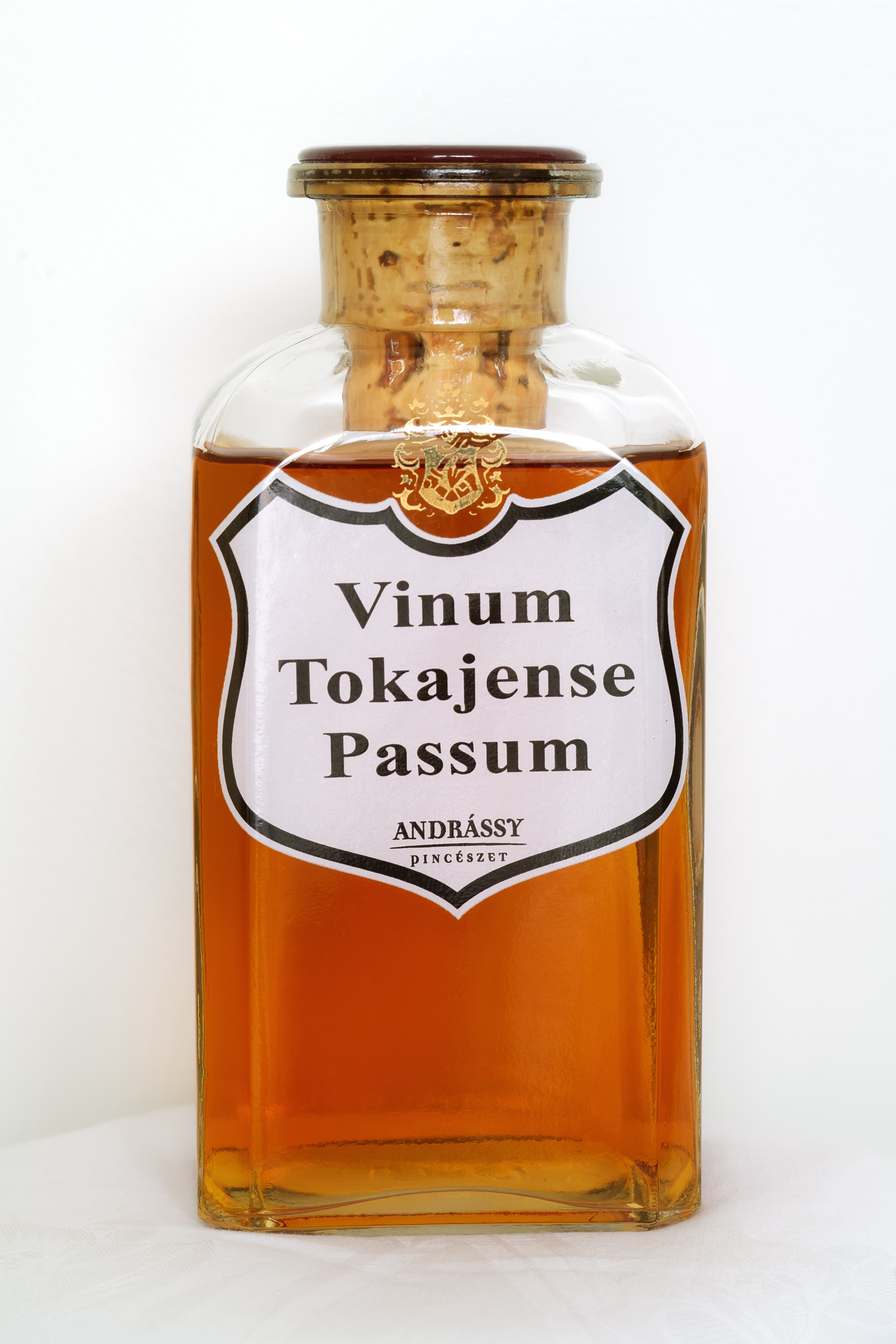
Токайская эссенция — самое сладкое из вин

Сладость алкогольного напитка определяется ощущением на вкус присутствия в нём сахара. Сухость, наоборот, описывает отсутствие сладкого вкуса, вызванное либо тем, что сахара в напитке мало, либо тем, что присутствие сахара замаскировано другим (например, кислым) вкусом.
Наиболее сладкие вина называются ликёрными. К числу самых приторных принадлежат андалусские вина из перезревшего увяленного педро-хименеса (монтилья, малага, херес сорта PX). Рекордсменом по содержанию сахара (450—900 грамм на литр) является густая токайская эссенция, которая иногда классифицируется как сироп и подаётся не в бокалах, а на специальных ложках.

## Баланс вкусов
Согласно Пейно, сладость в винах «балансируется» как с кислым, так и с горьким вкусом (то есть усиление одного вкуса понижает другой в паре). Пейно отмечает, что при рассмотрении поодиночке из основных вкусов сладкий единственно приятен, однако чистый сахарный вкус кажется неинтересным; дегустирующему вино хочется, чтобы сладость «защищала» его от горького и кислого вкусов.
Из-за отсутствия танинов в белых винах баланс упрощается до взаимодействия сладкого и кислого вкусов. В сухих винах (в которых весь сахар был переработан в алкоголь) сладость возникает вследствие наличия алкоголя. В качестве примера Пейно приводит изменения технологии в Бордо, которые изменили вкус белых бордоских вин от «сладкого» в 1950-х годах до «сухого» сейчас за счёт изменения кислотности, при том что эти вина никогда не содержали остаточного сахара . В винах с остаточным или добавленным сахаром алкоголь и сахар вместе создают вкус сладости, противодействующий кислому вкусу. При этом виноделы поддерживают также баланс между алкоголем и сахаром, чтобы избежать приторного (чисто сахарного) вкуса.
В случае красных вин горький и кислый вкусы совместно балансируют сладкий. Увеличение процента алкоголя опять-таки сдвигает баланс в пользу сладкого вкуса.
Оценка «сухой или сладкий вкус?» весьма субъективна, в экспериментах наблюдались как большие различия между дегустаторами, так и групповые отклонения. Например, французы оказались более чувствительными, чем немцы, к низким концентрациям сахара, почти единодушно объявляя полусухими вина, которые немцы считали сухими. При высоких уровнях сахара наблюдалась обратная тенденция: немцы твёрдо объявляли сладкими вина, в отношении которых у французов был разброс мнений. Такой разнобой в оценках осложняет попытки точно стандартизовать уровни сладости и сухости.

## Сладость вина по стандартам ЕС
Согласно постановлению ЕС 753/2002, для неигристых вин сладость и сухость описываются следующими терминами (ЕС позволяет балансировать кислотность и сахар):
|                                                         | Сухое                          | Полусухое                       | Полусладкое                      | Сладкое      |
| ------------------------------------------------------- | ------------------------------ | ------------------------------- | -------------------------------- | ------------ |
| Содержание сахара                                       | до 4 г/л                       | до 12 г/л                       | до 45 г/л                        | более 45 г/л |
| если сбалансировано кислотностью                        | до 9 г/л                       | до 18 г/л                       |                                  |              |
| при этом балансирующая кислотность в г/л винной кислоты | менее чем на 2 г/л ниже сахара | менее чем на 10 г/л ниже сахара |                                  |              |
| По-английски                                            | dry                            | medium dry, off-dry             | medium, medium sweet, semi-sweet | sweet        |
| По-французски                                           | sec                            | demi-sec                        | moelleux, demi-doux              | doux         |
| По-немецки                                              | trocken                        | halbtrocken                     | lieblich                         | süß          |
| По-португальски                                         | seco                           | meio seco, adamado              | meio doce                        | doce         |
| По-испански                                             | seco                           | semiseco                        | semidulce                        | dulce        |

Для игристых вин применяется другая шкала (постановление 607/2009):
| Название                                             | Содержание сахара (г/л) |
| ---------------------------------------------------- | ----------------------- |
| Чрезмерно сухое: Brut Nature (без добавления сахара) | 0—3                     |
| Экстра-брют: Extra Brut                              | 0—6                     |
| Самое сухое, брют: Brut                              | 0—12                    |
| Экстра-сухое: Extra Dry, Extra Sec, Extra seco       | 12—17                   |
| Сухое: Dry, Sec, Seco                                | 17—32                   |
| Полусухое: Demi-sec, Semi-seco                       | 32—50                   |
| Сладкое: Doux, Sweet, Dulce                          | 50+                     |